# Pomnik Jana Pawła II w Czechyniu
Pomnik Jana Pawła II w Czechyniu – pomnik upamiętniający papieża Jana Pawła II znajdujący się na północnym brzegu jeziora Krąpsko-Radlino w gminie Wałcz, na północny wschód od wsi Czechyń. Jest prawdopodobnie pierwszym na świecie pomnikiem upamiętniającym Jana Pawła II.

## Historia

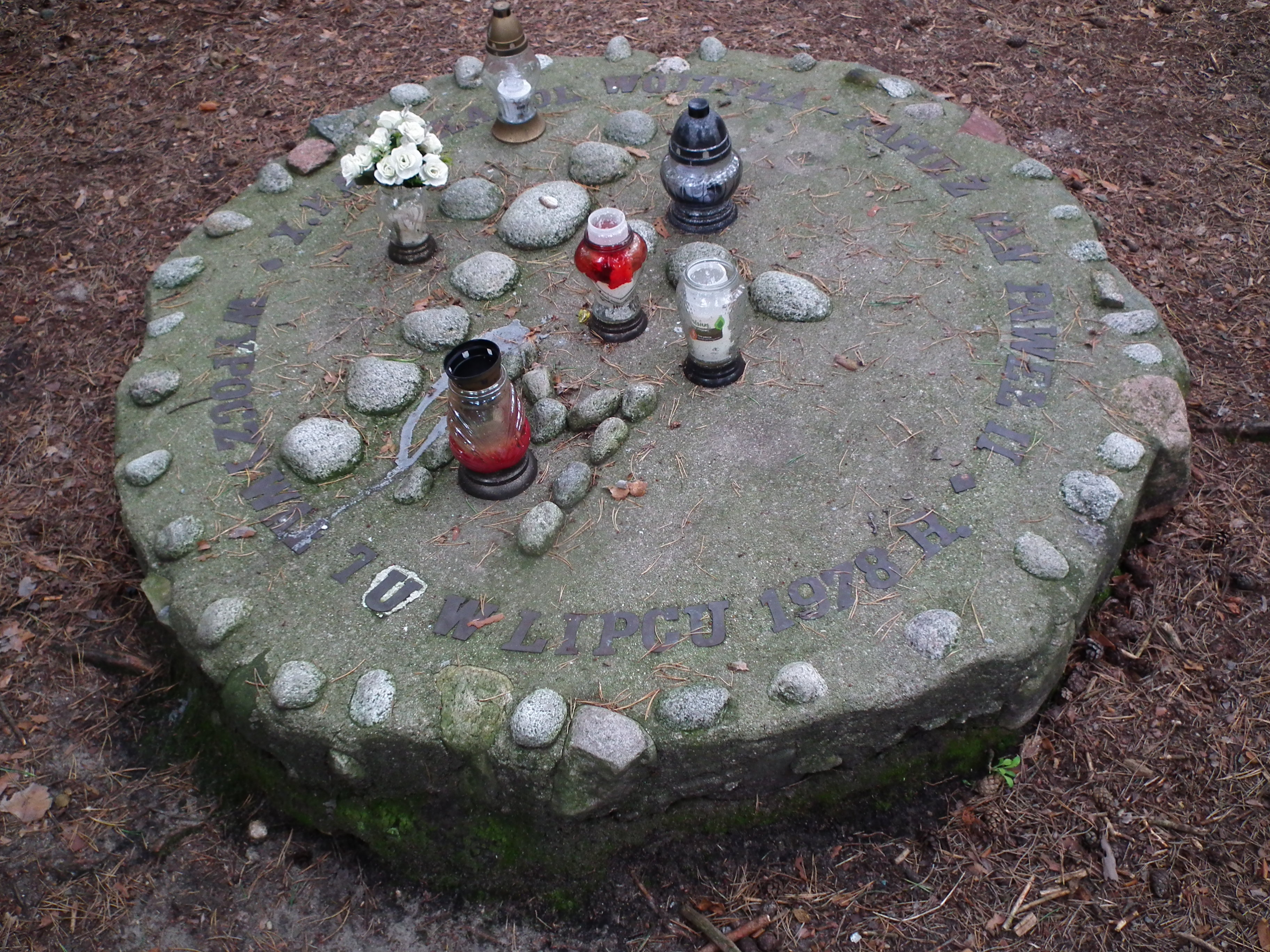
Placek

Karol Wojtyła, późniejszy papież, chętnie uprawiał czynną turystykę, w tym kajakarstwo. Punkt, w którym stoi obecnie pomnik, to miejsce, w którym spędził urlop w 1978 – krótko przed wyborem na papieża. Uczestniczył wtedy w spływie Rurzycą i biwaku krakowskiego środowiska uniwersyteckiego. Biwaki te otoczone były w tamtych latach aurą niejawności i nie były szeroko propagowane. Zwłaszcza ukrywano fakt uczestniczenia w nich ówczesnego kardynała Wojtyły, który na odwróconym do góry dnem kajaku, przy krzyżu z wioseł, odprawił mszę świętą dla uczestników spływu. Na początku sierpnia 1979 (już po wyborze Wojtyły na papieża) grupa uczestników biwaku z 1978 postanowiła upamiętnić udział w nim Jana Pawła II. W tajemnicy przed komunistycznymi władzami wmurowano tablicę w kształcie medalu, zwaną potocznie plackiem. Prace wykonali pracownicy i wykładowcy, w tym profesorowie, uczelni z Krakowa, przede wszystkim Uniwersytetu Jagiellońskiego. Prace budowlane trwały w dniach 1-12 sierpnia 1979. Brzozowy krzyż i placek posadowiono dokładnie w tym miejscu, gdzie kardynał Wojtyła odprawiał mszę w 1978. Inicjatorem upamiętnienia miejsca był dr Mieczysław Wisłocki, który wspólnie z prof. Gabrielem Turowskim ustalili tekst napisu i w Krakowie przygotowali metalowe litery (krój zaprojektował krakowski artysta Jerzy Skąpski). Litery wykonano z blachy miedzianej, którą zapewnił biskup Jan Pietraszko. Wykonał je rzemieślnik z Lanckorony. Napis głosi: X. KARD. KAROL WOJTYŁA - PAPIEŻ JAN PAWEŁ II - WYPOCZYWAŁ TU W LIPCU 1978 R.. Otoczaki tworzące krzyż i literę M na placku pochodzą z Dunajca. Wybrała je z rzeki i przytransportowała samochodem prof. Bożena Turowska.
12 października 2003 (25-lecie pontyfikatu Jana Pawła II), nad brzegiem jeziora odprawiono nabożeństwo połączone z odsłonięciem nowego krzyża na którym wyrzeźbiono głowę Chrystusa i dwa skrzyżowane wiosła. Od 1993 szlak kajakowy rzeki Rurzycy nosi imię papieża Jana Pawła II.
Historię tworzenia monumentu opisuje dziennik budowy autorstwa Danuty Ciesielskiej.

## Ruch pielgrzymkowy
Przy krzyżu odprawiane są rocznicowe msze. Opiekę nad zespołem pomnikowym sprawuje parafia w Tarnówce. W drugą niedzielę sierpnia z Ptuszy wyrusza pielgrzymka do pomnika.

## Dostęp
Kajakarzom na jeziorze miejsce, w którym stoi pomnik, wskazuje tablica informacyjna przy charakterystycznej pochylonej sośnie. Od strony lądu dojście możliwe jest  szlakiem żółtym od parkingu leśnego. Pomnik stoi pomiędzy drzewami, na stromym brzegu jeziora, około ośmiuset metrów na wschód od pola biwakowego.